# Žetale
Žetale este o localitate din comuna Žetale, Slovenia, cu o populație de 390 de locuitori.